# (53311) Deukalion
(53311) Deukalion – jedna z planetoid transneptunowych z pasa Kuipera, obiekt typu cubewano.

## Odkrycie
Planetoida została odkryta 18 kwietnia 1999 w projekcie Deep Ecliptic Survey. Otrzymała ona najpierw oznaczenie tymczasowe (53311) 1999 HU11.
Nazwa oficjalna tej asteroidy pochodzi od Deukaliona, króla Tesalii, syna Prometeusza z mitologii greckiej. 

## Orbita
Orbita (53311) Deukaliona nachylona jest do płaszczyzny ekliptyki pod kątem 0,37°. Na jeden obieg wokół Słońca ciało to potrzebuje ponad 292 lata, krążąc w średniej odległości 44,05 j.a. od Słońca. Średnia prędkość orbitalna tej asteroidy to ok. 4,48 km/s. 

## Właściwości fizyczne
Deukalion ma średnicę szacowaną na ok. 500 km. Jego albedo wynosi 0,1, a jasność absolutna to 6,6m. Temperatura na powierzchni tego ciała wynosi ok. 42 K.